# Hepatoblast

Expressie van alfa-gladde spieractine (ACTA2) in een normale foetale lever. (V: poortader; D: kanaalplaat met daaromheen hepatoblasten)

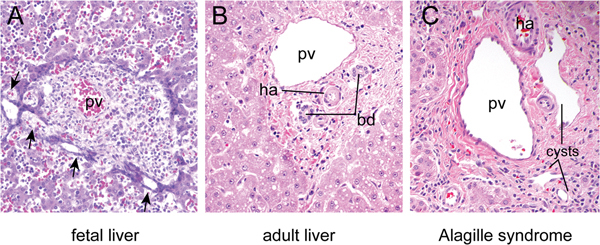
(A) 16 weken ontwikkeling met focale verwijdingen (pijlen) in de dubbellaag van de voorlopercellen van de galwegen rond de poortader (pv). (B) Een volgroeide lever met de galwegen (bd) en de leverslagader (ha) ingebed in het periportale mesenchym in een karakteristieke structuur die bekend staat als de "portale triade". Hepatocyten zijn gerangschikt in koorden rondom de portale triade. (C) De portale triaderegio van een patiënt met het syndroom van Alagille, met kanale cysten in plaats van normale galwegen als gevolg van defecten in de hermodellering van de kanaalplaat.

Een hepatoblast is een bipotente levervoorlopercel die in het embryonale stadium wordt gevormd uit het door het ventrale voordarm-endoderm gevormde mesenchym.
Tijdens de ontwikkeling  zullen hepatoblasten die in contact komen met de poortader een monolaag vormen en vervolgens een dubbellaag van kubische epitheelcellen die de expressie van keratine-19 (CK-19) verhogen en de expressie van levergenen onderdrukken. Tijdens deze ontwikkeling zullen de hepatoblasten die grenzen aan de poortaders de kanaalplaat vormen en cholangiocyten worden. De kanaalplaat vormt het galkanaal. In de periode 17 dagen na de bevruchting tot 7 dagen na de geboorte verschijnen verwijdingen in de dubbellaag, die omgeven worden door kanaalplaatmesenchym om de intrahepatische galwegen te vormen, terwijl de resterende dubbellaagcellen afgebroken worden. Hierbij wordt de kanaalplaat hervormd door kanaalvorming en apoptose.
Hepatoblasten brengen genen tot expressie die geassocieerd zijn met zowel volwassen hepatocyten (Hnf4α, albumine) als galepitheelcellen (keratine-19), evenals foetale levergenen zoals alfafoetoproteïne (Afp).
Notch-signalering in zowel hepatoblasten als cellen van het kanaalplaatmesenchym is cruciaal voor de stap in de specificatie van cholangiocyten. Hepatoblasten die verder van het portaalmesenchym verwijderd zijn en geen contact hebben met de poortader, zullen daarentegen differentiëren tot volwassen hepatocyten.
Na migratie van hepatoblasten naar het septum transversum-mesenchym begint de leverarchitectuur zich te ontwikkelen, met het verschijnen van leversinusoïden en galkanaaltjes.
|  |  |